# Graham Henry
Sir Graham Henry, KNZM (Christchurch, 8 de junho de 1946) é um ex-jogador e atualmente técnico de rugby neozelandês.
Estudou educação física na Universidade de Otago e em 1992 tornou-se técnico da equipe de rugby provincial de Auckland. Ganhou o Super Rugby com o Blues desta cidade seguidamente em 1996 e 1997. Um ano depois, tornou-se técnico da Seleção Galesa, que seria a anfitriã da Copa do Mundo dali a outro ano. No mundial de 1999, alcançou as quartas-de-final. Treinou Gales até 2002, sendo no ínterim o primeiro não-britânico a treinar os British and Irish Lions (em 2001). Em 2004, assumiu a seleção de seu país.
Depois de uma Copa de 2007 decepcionante - pela primeira vez, os All Blacks deixaram de estar entre os quatro melhores, caindo nas quartas-de-final, contra a anfitriã França -, Henry foi o técnico do elenco vencedor da edição de 2011, que quebrou jejum de 24 anos sem títulos do selecionado na competição. Para completar, a final do torneio (sediado na própria Nova Zelândia) foi contra os mesmos franceses.